# 叙利亚巴勒斯坦
叙利亚巴勒斯坦又稱罗马巴勒斯坦， 是公元2世纪初至4世纪初羅馬帝國在巴勒斯坦地区設置的一個罗马行省。該省省会位於濱海凱撒利亞。
一世纪和二世纪時期，巴勒斯坦地區爆發犹太－罗马战争以及巴爾科赫巴起義。起義失败后，巴勒斯坦地區的犹太人數量急劇減少。
132年，羅馬帝國在原來的猶大行省基礎上重新設立了叙利亚巴勒斯坦省。省會所在地依然不變。犹太人被禁止在耶路撒冷及其附近定居。戴克里先執政時他将佩特拉阿拉伯的部分地區（即内盖夫和西奈半岛）劃入敘利亞巴勒斯坦省。他還下令第十海峡军团從耶路撒冷迁至阿依拉（今日的埃拉特/亚喀巴）。
在古代晚期，基督教逐漸取代犹太教成為當地的主流宗教。4世紀至5世紀期間，該省被劃分成數個小省。 